# 凱蒂·摩根
凱蒂·摩根（英語：Katie Morgan，1980年3月17日—）是一名美國女色情演員、前廣播脫口秀主持人、播客主持人和脫衣舞孃。

## 生平
凱蒂·摩根出生於加利福尼亞州洛杉磯一個基督教家庭，由父母將她在家就學。她形容父母非常保守和虔誠。她與演員吉姆·傑克曼（Jim Jackman）結婚，兩人在拍凱文·史密斯電影《淫幕初體驗》（2008年）時結識。此前她曾經歷過一段婚姻。
摩根最初涉足色情行業是為了償還她的巨額保釋金和認罪協商，源自於2000年因從墨西哥向美國攜帶超過100磅的大麻而被捕。她的首次床戲是在艾德·波瓦斯的《淫穢出道者197》（Dirty Debutantes 197）。
2003年，當她出現在HBO的深夜電視紀錄片《色情聚寶盆》，她引起了HBO高管的注意。從那以後，她開始了自己的深夜紀錄片系列，在HBO的帶領下開始了長達九年的演出，之後她迅速從色情明星轉變為電視明星。2008年，《淫幕初體驗》成為她首部主流電影作品。2015年，宣告重返成人產業。

## 外部連結
- Katie Morgan在互联网电影资料库（IMDb）上的資料（英文）
- Katie Morgan在網際網路成人電影資料庫
- 成人電影資料庫上Katie Morgan的资料（英文）
- Katie Morgan （页面存档备份，存于） - Boobpedia